# Тартус (покрајина)
Тартус (арап. مُحافظة طرطوس‎‎ - Muḥāfaẓat Ṭarṭūs) је покрајина на западу Сирије. Покрајина на западу излази на Средоземно море, на југу се налази државна граница са Либаном, на истоку се граничи са покрајинама Хомс и Хама, а на сјеверу са покрајином Латакија. Административно сједиште покрајине је град Тартус.
Други већи градови су Шејх Бадр, Банијас, Дрејкиш и Сафита.

## Окрузи покрајине
Окрузи носе имена по својим својим административним сједиштима, а покрајина Тартус их има 5 и то су:
- Шејх Бадр
- Банијас
- Дрејкиш
- Тартус
- Сафита